# Olympische Sommerspiele 1996/Leichtathletik – Stabhochsprung (Männer)

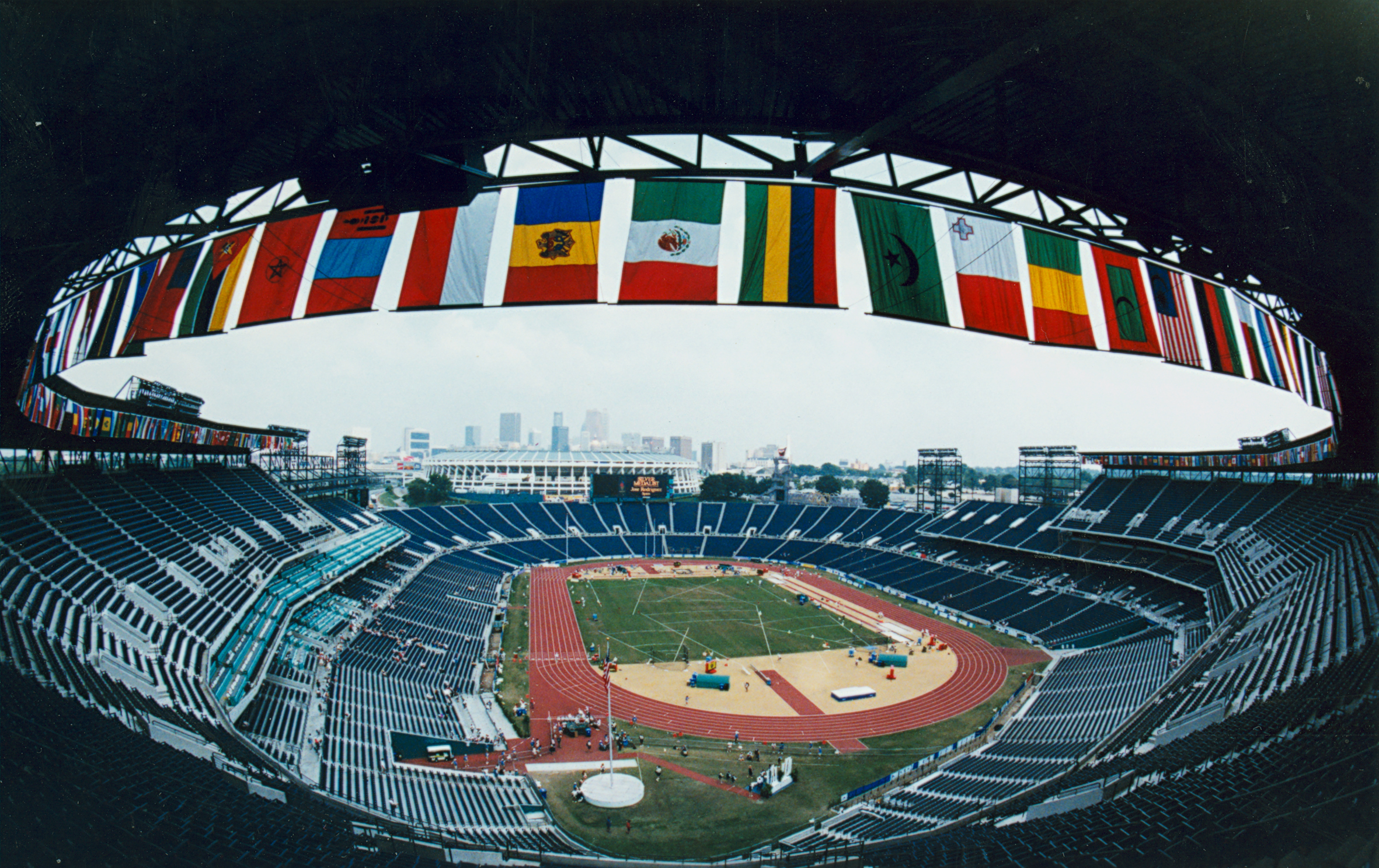
Das Centennial Olympic Stadium von Atlanta im Jahr 1996

Der Stabhochsprung der Männer bei den Olympischen Spielen 1996 in Atlanta wurde am 31. Juli und 2. August 1996 im Centennial Olympic Stadium ausgetragen. 37 Athleten nahmen teil.
Olympiasieger wurde der Franzose Jean Galfione. Er gewann vor dem Russen Igor Trandenkow und dem Deutschen Andrei Tivontschik.
Für Deutschland starteten neben Medaillengewinner Tivontschik Tim Lobinger und Michael Stolle, die sich beide für das Finale qualifizieren konnten. Lobinger wurde Siebter, Stolle Neunter.

Athleten aus der Schweiz, Österreich und Liechtenstein nahmen nicht teil.

## Aktuelle Titelträger
| Olympiasieger 1992                      | Maxim Tarassow ( EUN)        | 5,80 m | Barcelona 1992       |
| Weltmeister 1995                        | Serhij Bubka ( Ukraine)      | 5,92 m | Göteborg 1995        |
| Europameister 1994                      | Radion Gataullin ( Russland) | 6,00 m | Helsinki 1994        |
| Panamerikanischer Meister 1995          | Pat Manson ( USA)            | 5,75 m | Mar del Plata 1995   |
| Zentralamerika und Karibik-Meister 1995 | Ángel García ( Kuba)         | 5,40 m | Guatemala-Stadt 1995 |
| Südamerika-Meister 1995                 | Cristián Aspillaga ( Chile)  | 4,70 m | Manaus 1995          |
| Asienmeister 1995                       | Hideyuki Takei ( Japan)      | 5,30 m | Jakarta 1995         |
| Afrikameister 1996                      | Anis Riahi ( Tunesien)       | 4,60 m | Yaoundé 1996         |
| Ozeanienmeister 1994                    | Thibaut Cattiau ( Tahiti)    | 4,55 m | Auckland 1994        |

## Rekorde

### Bestehende Rekorde
| Weltrekord         | 6,14 m | Serhij Bubka ( Ukraine)     | Sestriere, Italien        | 27. Juli 1993      |
| Olympischer Rekord | 5,90 m | Serhij Bubka ( Sowjetunion) | Finale OS Seoul, Südkorea | 28. September 1988 |

### Rekordverbesserungen
Der bestehende olympische Rekord wurde im Finale am 2. August zunächst um zwei Zentimeter auf 5,92 m gesteigert. Zwei weitere Athleten egalisierten anschließend diese neue olympische Rekordhöhe.
- Igor Trandenkow, Russland (Olympiazweiter) – erster Versuch (Er hatte sich diesen Sprung nach zwei gescheiterten Versuchen über 5,86 m aufgehoben.)
- Jean Galfione, Frankreich (Goldmedaillengewinner) – erster Versuch
- Andrei Tivontschik, Deutschland (Bronzemedaillengewinner) – zweiter Versuch

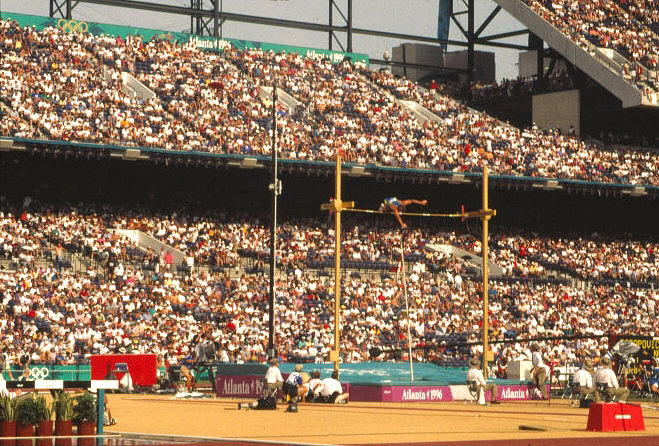
Impression vom Stabhochsprung

## Legende
Kurze Übersicht zur Bedeutung der Symbolik – so üblicherweise auch in sonstigen Veröffentlichungen verwendet:
| – | verzichtet   |
| o | übersprungen |
| x | ungültig     |

Anmerkungen zu zwei Angaben:
- Zeiten: Ortszeit Atlanta (UTC−5)
- Weiten: in Metern (m) angegeben

## Qualifikation
31. Juli 1996, ab 9:30 Uhr
Die Qualifikation wurde in zwei Gruppen durchgeführt. Elf Athleten (hellblau unterlegt) meisterten die Qualifikationshöhe für den direkten Finaleinzug von 5,70 m. Damit war die Mindestanzahl von zwölf Finalteilnehmern nicht erreicht. Deshalb wurde das Finalfeld mit den drei gleichplatzierten nächstbesten Springern (hellgrün unterlegt) beider Gruppen auf vierzehn Teilnehmer aufgefüllt. So erreichten auch die Wettbewerber, die 5,60 m ohne jeden Fehlversuch gemeistert hatten, das zwei Tage später angesetzte Finale.

### Gruppe A

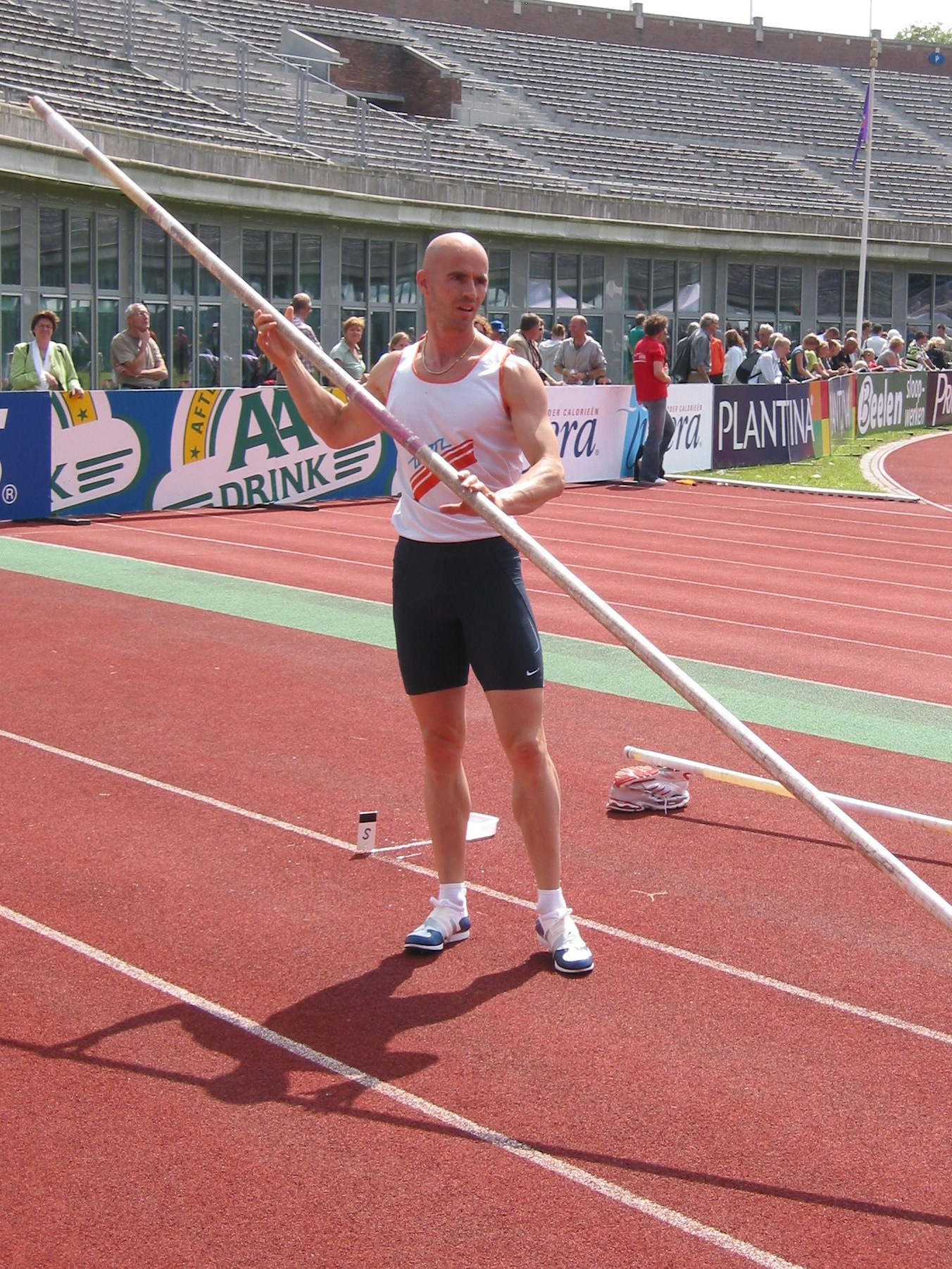
Laurens Looije – ausgeschieden in Gruppe A mit 5,40 m

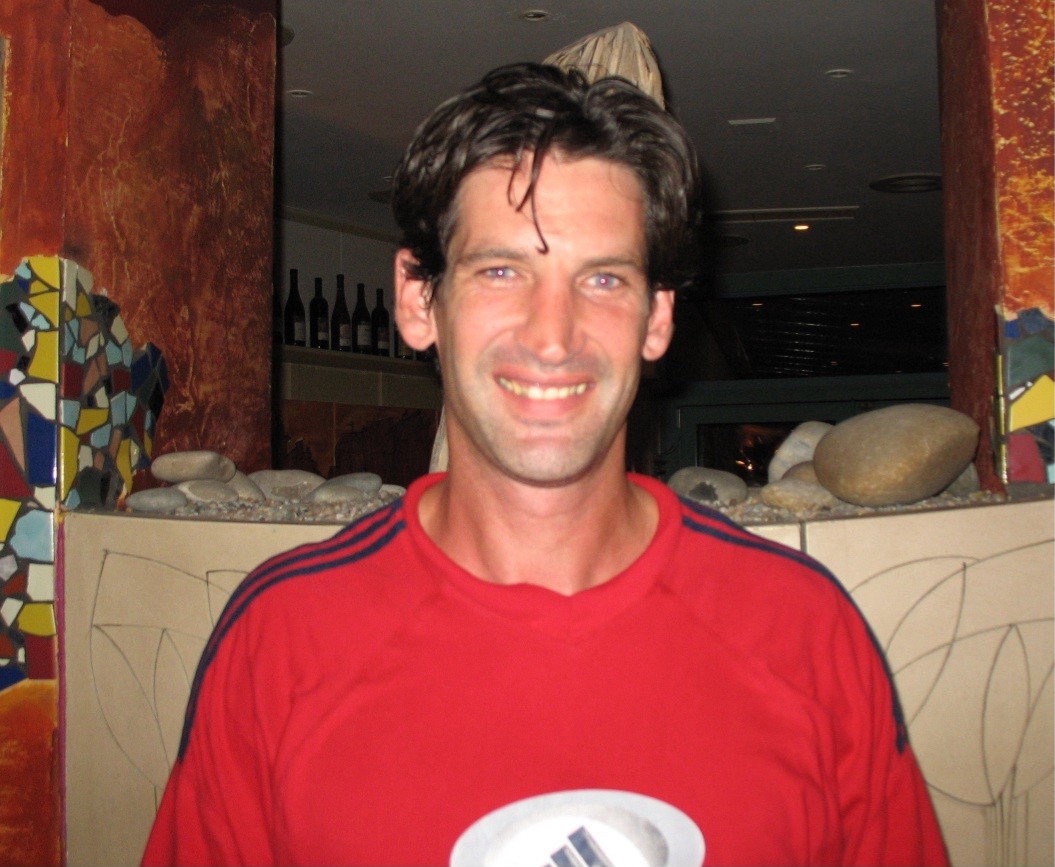
Okkert Brits – ausgeschieden ohne gültigen Versuch in Gruppe A

| Platz | Name                    | Nation         | 5,20 m | 5,40 m | 5,60 m | 5,70 m | Höhe   |
| ----- | ----------------------- | -------------- | ------ | ------ | ------ | ------ | ------ |
| 1     | Alain Andji             | Frankreich     | –      | o      | o      | o      | 5,70 m |
| 1     | Tim Lobinger            | Deutschland    | –      | o      | o      | o      | 5,70 m |
| 3     | Jeff Hartwig            | USA            | –      | o      | xo     | o      | 5,70 m |
| 4     | Igor Trandenkow         | Russland       | –      | –      | xxo    | o      | 5,70 m |
| 5     | Igor Potapowitsch       | Kasachstan     | –      | –      | o      | xo     | 5,70 m |
| 6     | Michael Stolle          | Deutschland    | xo     | xo     | o      | xxo    | 5,70 m |
| 7     | Dmitri Markov           | Belarus        | –      | o      | o      | xxx    | 5,60 m |
| 8     | James Miller            | Australien     | –      | xo     | xo     | xxx    | 5,60 m |
| 9     | Wiktor Tschistjakow     | Russland       | –      | xxo    | xo     | xxx    | 5,60 m |
| 10    | Nuno Fernandes          | Portugal       | xo     | o      | xxo    | xxx    | 5,60 m |
| 11    | Konstantin Semyonov     | Israel         | –      | o      | x– –   | xx     | 5,40 m |
| 12    | Laurens Looije          | Niederlande    | xxo    | o      | xxx    |        | 5,40 m |
| 13    | Neil Winter             | Großbritannien | o      | xo     | xxx    |        | 5,40 m |
| 14    | Edgardo Díaz            | Puerto Rico    | xo     | xxo    | xxx    |        | 5,40 m |
| 15    | Teruyasu Yonekura       | Japan          | xxo    | xxx    |        |        | 5,20 m |
| NM    | Okkert Brits            | Südafrika      | –      | –      | xxx    |        | ogV    |
| NM    | Wassyl Bubka            | Ukraine        | –      | xxx    |        |        | ogV    |
| NM    | Juan Gabriel Concepción | Spanien        | –      | xxx    |        |        | ogV    |
| NM    | Jean-Kersley Gardenne   | Mauritius      | xxx    |        |        |        | ogV    |

### Gruppe B

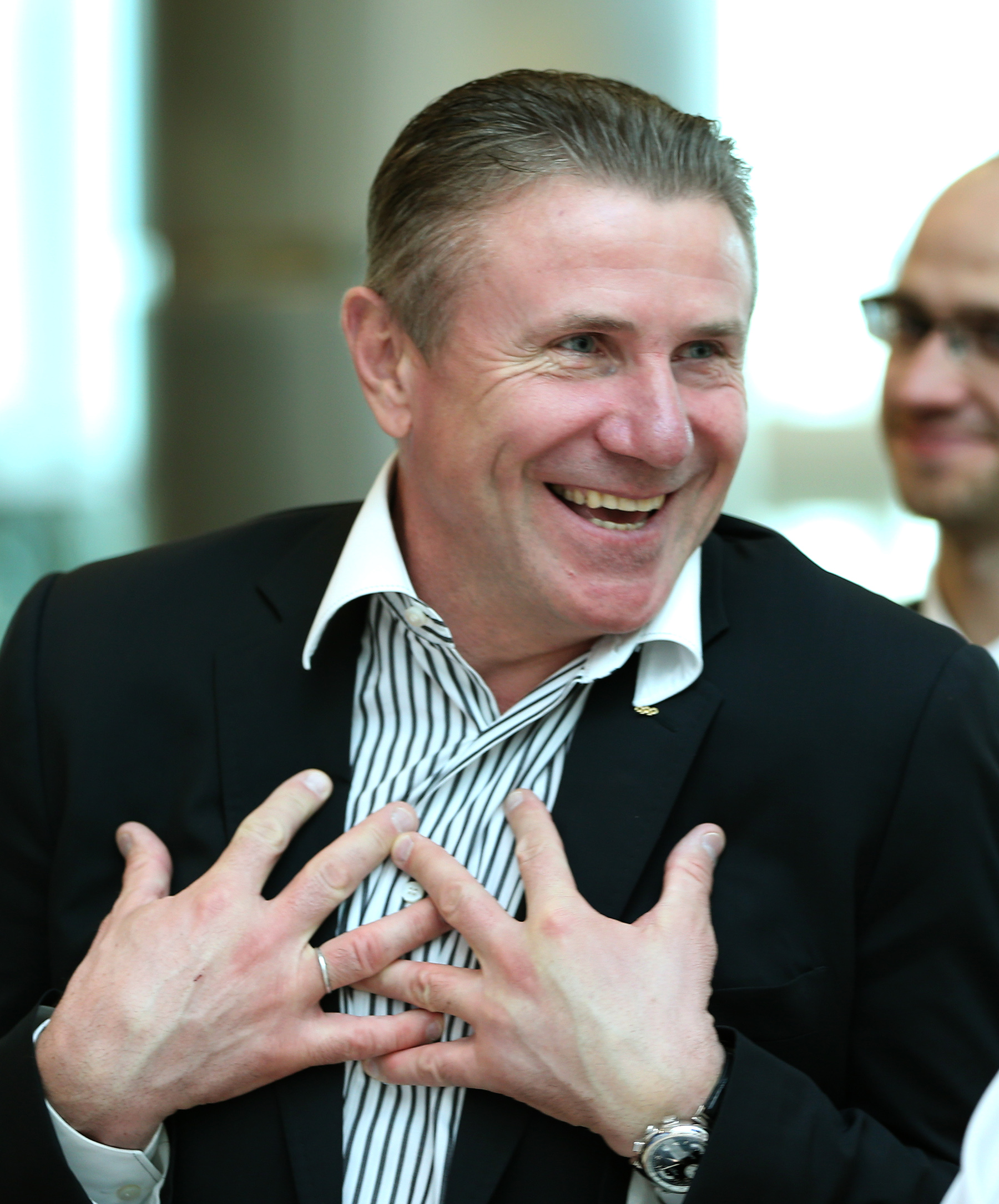
Topfavorit Serhij Bubka (Foto: 2013) konnte wegen einer Verletzung aus dem Einspringen in Gruppe B nicht an der Qualifikation teilnehmen

| Platz | Name                 | Nation         | 5,20 m | 5,40 m | 5,60 m | 5,70 m | Höhe   | Anmerkung               |
| ----- | -------------------- | -------------- | ------ | ------ | ------ | ------ | ------ | ----------------------- |
| 1     | Pjotr Botschkarjow   | Russland       | –      | –      | o      | o      | 5,70 m |                         |
| 1     | Riaan Botha          | Südafrika      | –      | o      | o      | o      | 5,70 m |                         |
| 3     | Jean Galfione        | Frankreich     | –      | xo     | o      | o      | 5,70 m |                         |
| 4     | Andrei Tivontschik   | Deutschland    | –      | –      | o      | xxo    | 5,70 m |                         |
| 5     | Lawrence Johnson     | USA            | –      | xo     | xxo    | xxo    | 5,70 m |                         |
| 6     | Scott Huffman        | USA            | –      | o      | o      | xxx    | 5,60 m |                         |
| 6     | Jewgenij Krasnov     | Israel         | –      | o      | o      | xxx    | 5,60 m |                         |
| 8     | José Manuel Arcos    | Spanien        | –      | xxo    | o      | xxx    | 5,60 m |                         |
| 9     | Heikki Vääräniemi    | Finnland       | –      | xo     | xxo    | xxx    | 5,60 m |                         |
| 10    | Nicholas Buckfield   | Großbritannien | –      | o      | xxx    |        | 5,40 m |                         |
| 10    | Javier García        | Spanien        | –      | o      | xxx    |        | 5,40 m |                         |
| 12    | Kim Chul-kyun        | Südkorea       | o      | xo     | xxx    |        | 5,40 m |                         |
| 13    | Martin Voss          | Dänemark       | xo     | xo     | x– –   | xx     | 5,40 m |                         |
| 14    | Aleksandrs Obižajevs | Lettland       | –      | xxo    | xxx    |        | 5,40 m |                         |
| 15    | Alexandru Jucov      | Moldau         | o      | xxx    |        |        | 5,20 m |                         |
| NM    | Simon Arkell         | Australien     | –      | xxx    |        |        | ogV    |                         |
| NM    | Waleri Burkejew      | Estland        | –      | xxx    |        |        | ogV    |                         |
| NM    | Dominic Johnson      | St. Lucia      | xxx    |        |        |        | ogV    |                         |
| DNS   | Serhij Bubka         | Ukraine        |        |        |        |        |        | beim Aufwärmen verletzt |

## Finale

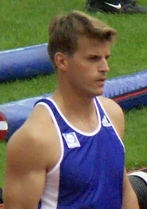
Überraschungsolympiasieger Jean Galfione

2. August 1996, 17:00 Uhr
| Platz | Name               | Nation      | 5,40 m | 5,60 m | 5,70 m | 5,80 m | 5,86 m | 5,92 m | 5,97 m | 6,02 m | Endresultat | Anmerkung |
| ----- | ------------------ | ----------- | ------ | ------ | ------ | ------ | ------ | ------ | ------ | ------ | ----------- | --------- |
| 1     | Jean Galfione      | Frankreich  | –      | o      | –      | xo     | o      | o      | x– –   | xx     | 5,92 m      | ORe       |
| 2     | Igor Trandenkow    | Russland    | –      | –      | o      | –      | xx     | o      | –      | xxx    | 5,92 m      | OR        |
| 3     | Andrei Tivontschik | Deutschland | –      | xo     | –      | xo     | xo     | xo     | xxx    |        | 5,92 m      | ORe       |
| 4     | Igor Potapowitsch  | Kasachstan  | –      | –      | o      | –      | o      | x– –   | xx     |        | 5,86 m      |           |
| 5     | Pjotr Botschkarjow | Russland    | –      | xo     | –      | xo     | o      | xx–    | x      |        | 5,86 m      |           |
| 6     | Dmitri Markov      | Belarus     | o      | o      | xo     | xxo    | xo     | xxx    |        |        | 5,86 m      |           |
| 7     | Tim Lobinger       | Deutschland | –      | o      | o      | o      | x      | xx     |        |        | 5,80 m      |           |
| 8     | Lawrence Johnson   | USA         | o      | o      | o      | xxx    |        |        |        |        | 5,70 m      |           |
| 9     | Alain Andji        | Frankreich  | o      | o      | xxo    | xxx    |        |        |        |        | 5,70 m      |           |
| 9     | Michael Stolle     | Deutschland | o      | o      | xxo    | xxx    |        |        |        |        | 5,70 m      |           |
| 11    | Jeff Hartwig       | USA         | o      | o      | xxx    |        |        |        |        |        | 5,60 m      |           |
| 11    | Jewgenij Krasnov   | Israel      | o      | o      | xxx    |        |        |        |        |        | 5,60 m      |           |
| 13    | Scott Huffman      | USA         | xo     | o      | xxx    |        |        |        |        |        | 5,60 m      |           |
| 14    | Riaan Botha        | Südafrika   | o      | xo     | –      | xxx    |        |        |        |        | 5,60 m      |           |

Vierzehn Athleten hatten sich für das Finale qualifizieren können, elf über die geforderte Qualifikationshöhe und drei weitere als Lucky Loser mit 5,60 m, die ohne Fehlversuche übersprungen worden waren. Drei US-Amerikaner, drei Deutsche, zwei Franzosen und zwei Russen trafen auf je einen Teilnehmer aus Israel, Kasachstan, Südafrika und Weißrussland.
Topfavorit Serhij Bubka aus der Ukraine konnte den Wettkampf wegen einer Verletzung gar nicht erst aufnehmen. Auch der russische Vizeweltmeister von 1995 und EM-Dritte von 1994 Maxim Tarassow war nicht dabei. So gab es einen Favoritenkreis mit v. a. drei Springern: dem Olympiazweiten von 1992 und Vizeeuropameister von 1994 Igor Trandenkow aus Russland, dem WM- und EM-Dritten Jean Galfione aus Frankreich und dem südafrikanischen WM-Vierten Okkert Brits. Der Südafrikaner scheiterte allerdings bereits in der Qualifikation.
Sieben Springer waren nach der vierten Höhe – 5,80 m – noch im Wettkampf, unter ihnen auch die Deutschen Andrei Tivontschik und Tim Lobinger. Für Lobinger blieb dies sein Endresultat, er hatte einen Fehlversuch über 5,86 m und riss anschließend 5,92 m zweimal. Das brachte ihm Rang sieben. Fünf der verbliebenen Teilnehmer übersprangen 5,86 m. Trandenkow hatte hier zwei Fehlversuche, bewältigte jedoch mit seinem letzten Versuch die Olympiarekordhöhe von 5,92 m. Galfione meisterte diese 5,92 m anschließend mit seinem ersten, Tivontschik mit dem zweiten Sprung. Beide hatten somit Trandenkows olympischen Rekord egalisiert. Der Weißrusse Dmitri Markow riss dreimal und schied damit wie auch Lobinger aus. Der Kasache Igor Potapowitsch hatte einen, der Russe Pjotr Botschkarjow zwei Fehlversuche, die verbliebenen nahmen sie mit in die nächste Höhe von 5,97 m. Hier scheiterten allerdings beide und schieden aus. Auch Andrei Tivontschik hatte drei Fehlversuche, das brachte ihm die Bronzemedaille. Galfione hatte einen Fehlsprung, er pokerte und sparte sich die beiden verbleibenden Sprünge für die kommende Höhe auf. Trandenkow hatte 5,97 m gänzlich ausgelassen. Beide scheiterten dann an 6,02 m. Jean Galfione war damit auf Grund der niedrigeren Anzahl von Fehlversuchen Olympiasieger. Igor Trandenkow gewann Silber. Alle Medaillengewinner erzielten olympischen Rekord, Trandenkow als Erster – in der vorher bestimmten Reihenfolge sprang er jeweils vor Galfione, der Franzose als Zweiter und Tivontschik als Dritter.

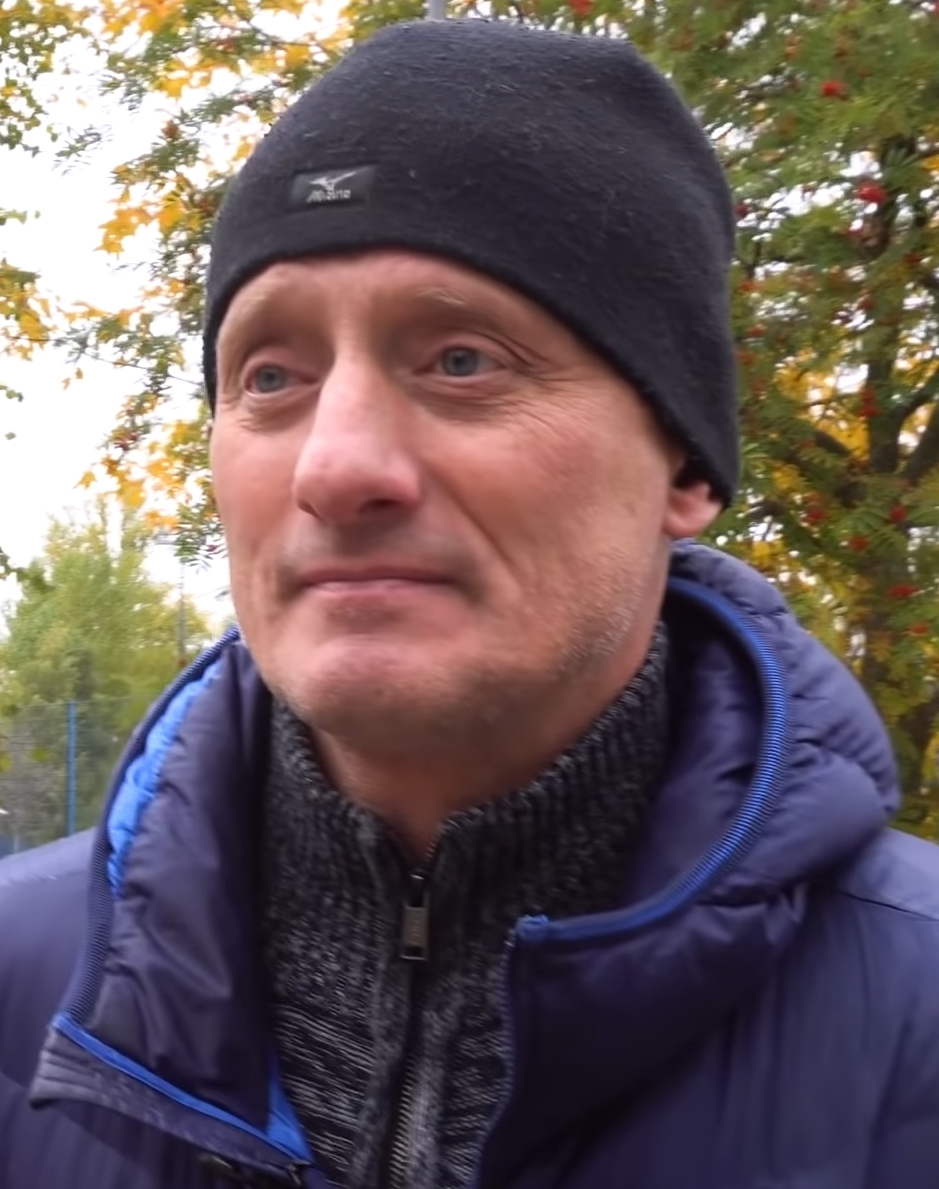
Wie vier Jahre zuvor gewann Igor Trandenkow (hier im Jahr 2019) die Silbermedaille
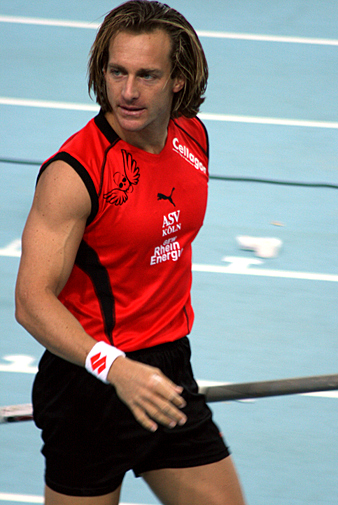
Rang sieben für Tim Lobinger
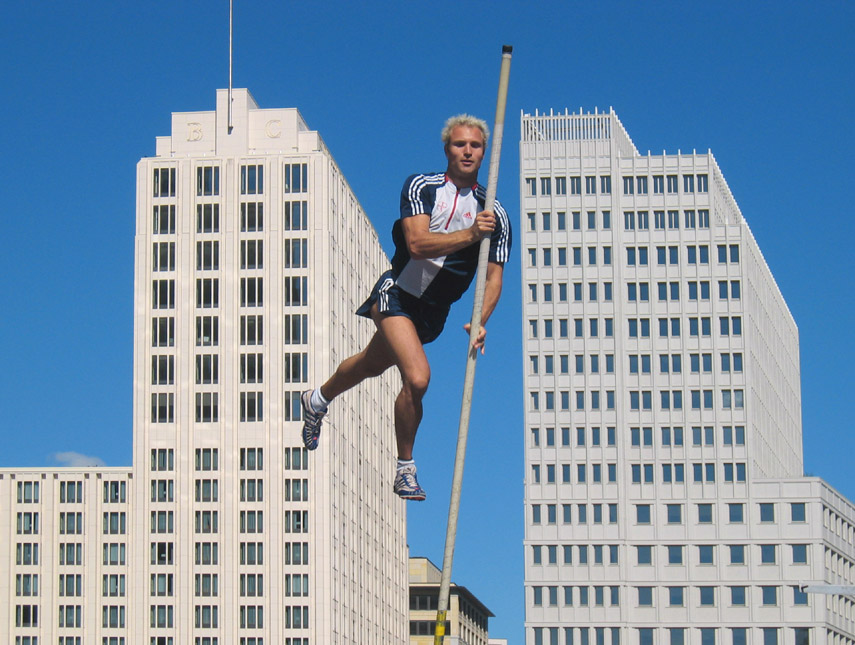
Michael Stolle kam auf den geteilten neunten Platz
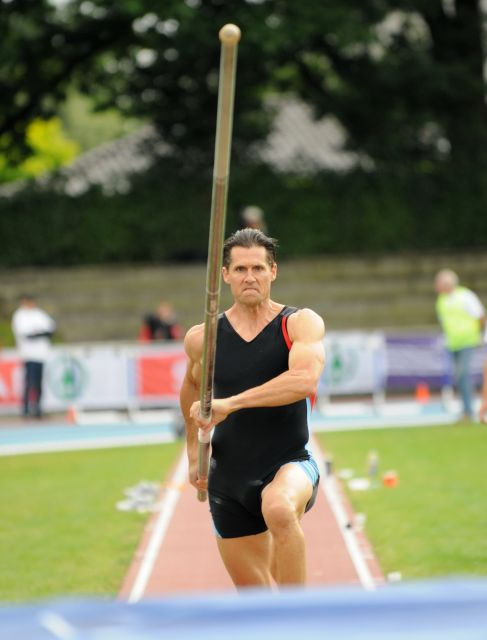
Jeff Hartwig belegte im Finale Rang elf

## Videolinks
- Men's Pole Vault Final Atlanta Olympics 02-08-1996, youtube.com, abgerufen am 7. Januar 2022
- Men's Pole Vault Final Atlanta Olympics 1996, youtube.com, abgerufen am 3. März 2018
- 6427 Olympic 1996 Pole Vault Men Nick Buckfield, youtube.com, abgerufen am 7. Januar 2022
- 6420 Olympic 1996 Pole Vault Neil Winter, youtube.com, abgerufen am 7. Januar 2022
- 6426 Olympic 1996 Pole Vault Men Vasiliy Bubka, youtube.com, abgerufen am 7. Januar 2022